# Pisila australská
Pisila australská (Cladorhynchus leucocephalus) je druh tenkozobcovitého ptáka, který se endemicky vyskytuje v Austrálii. Řadí se do monotypického rodu Cladorhynchus.

## Systematika
Druh formálně popsal francouzský ornitolog Louis Pierre Vieillot v roce 1816 jako Recurvirostra leucocephala. Vieillot druh zařadil k tenkozobcům do rodu Recurvirostra. Anglický zoolog George Robert Gray druh v roce 1840 přeřadil do samostatného rodu Cladorhynchus, do kterého jej řadí i moderní taxonomie. Rodové jméno Cladorhynchus pochází z řeckého klados („větvička“) a rhunkhos („zobák“). Druhové jméno leucocephalus se skládá ze starořeckého leukos („bílý“) kephale („hlava“).

## Popis
Délka těla dosahuje 36–45 cm. Hlava a tělo jsou bílé, přes hruď se táhne výrazný tmavě hnědý pruh, který v terénu vypadá černě, a který je spojen s černým břichem. Křídla jsou černohnědá, podél odtokové hrany se táhne bílá linka. Oči jsou hnědé, tenký dlouhý zobák hnědý, částečně blanité nohy jsou růžové. Jarní, prostý šat se vyznačuje absencí pruhu přes hruď a bledšíma nohama.

## Výskyt
Obývá jižní Austrálii, kde se vyskytuje na sladkovodních i mořských močálech a wattech. Jedná se o vysoce potulný druh, což je patrně adaptace na nepředvídané počasí australského vnitrozemí. Po vydatných deštích, kdy dochází k naplnění solných jezer vodou, se pisily mohou na tyto jezera přesunout, zahnízdit, vyvést mladé a jakmile začnou jezera vysychat, vrátí se zpět na pobřeží. Vzdálenosti přeletů přitom mohou dosahovat i 1500 km a více.

## Biologie

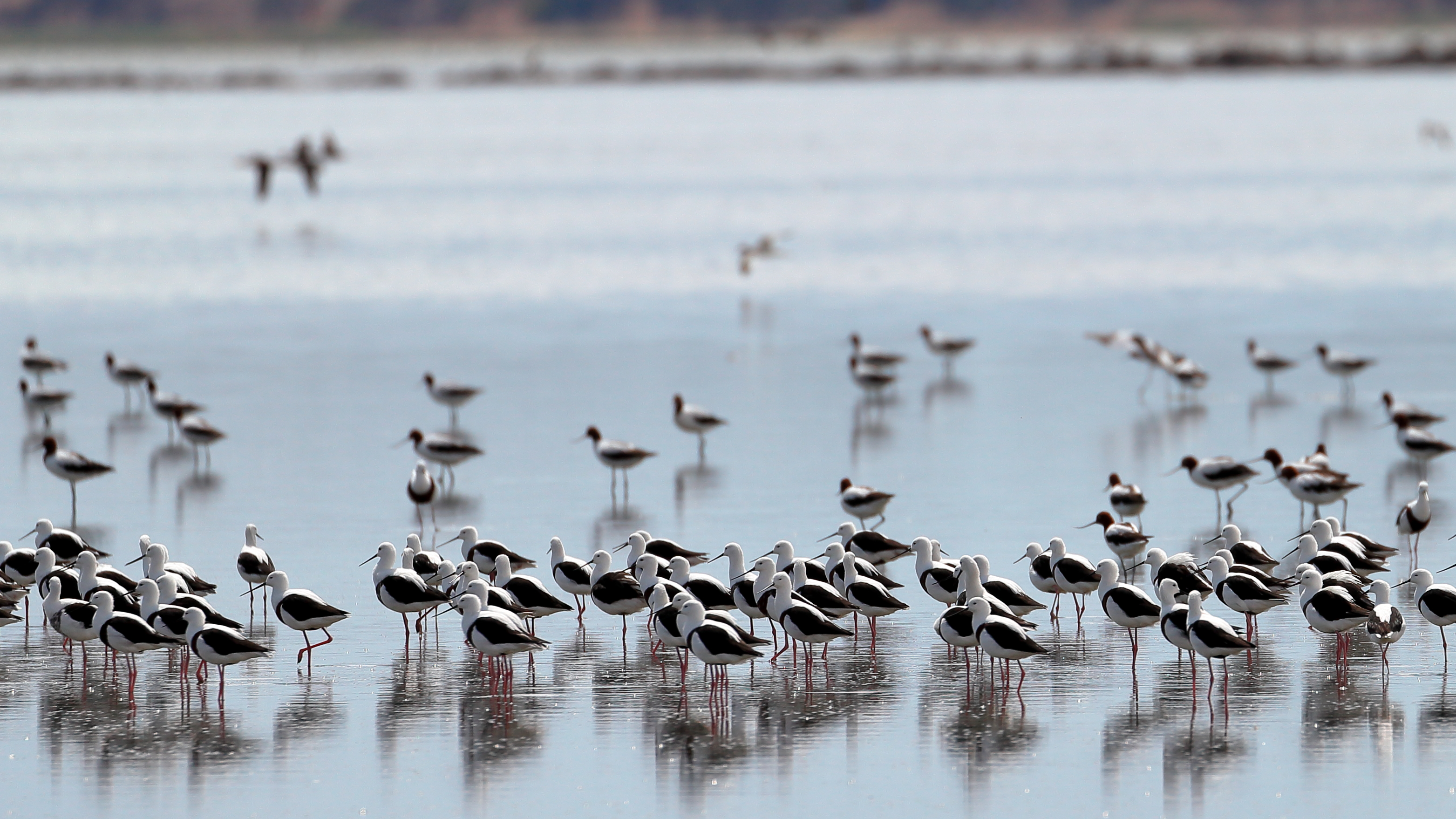
Pisila australská

Jedná se o společenského ptáka, který se sdružuje do hejn čítající i tisíce jedinců. Je potulný až tažný. Od zimy do počátku jara se zdržuje ve vnitrozemí, kde pobývá u slaných jezer a pomalu usychajících záplavových plání, které poskytují dostatek vlhkých břehů s potravou. S tím, jak vodní plochy ve vnitrozemí vysychají, se pisily stahují zpět k mořskému pobřeží. Živí se korýši, které loví při procházení mělkých vod i během plavání.
Hnízdí v masivních koloniích o tisících hnízdech. K zahnízdění dochází nejčastěji od července do září, může však zahnízdit i v jiných částech roku, zejména po vydatných deštích. Samice klade 3–4 vejce do mělkého důlku v zemi. Vejce jsou bílá až světle hnědá s černými nepravidelnými vlnovkami. Jejich rozměr bývá kolem 55×40 mm.
K hnízdním predátorům patří racek australský (Chroicocephalus novaehollandiae). Na ptáčatech i dospělcích preduje orel klínoocasý (Aquila audax), orel bělobřichý (Haliaeetus leucogaster), ketupa skvrnobřichá (Bubo nipalensis) či raroh černý (Falco subniger).

## Ohrožení
Jedná se o málo dotčený druh bez blíže specifikované velikosti populace.